# Пајнтопс (Северна Каролина)
Пајнтопс (енгл. Pinetops) град је у америчкој савезној држави Северна Каролина.

## Демографија
По попису из 2010. године број становника је 1.374, што је 45 (-3,2%) становника мање него 2000. године.
| Група             | 2000.       | 2010.       |
| Белци             | 599 (42,2%) | 466 (33,9%) |
| Афроамериканци    | 811 (57,2%) | 896 (65,2%) |
| Азијати           | 0 (0,0%)    | 0 (0,0%)    |
| Хиспаноамериканци | 19 (1,3%)   | 4 (0,3%)    |
| Укупно            | 1.419       | 1.374       |